# Gary Owen (football)
Pour les articles homonymes, voir Gary Owen.
Gary Owen est un footballeur anglais né le 7 juillet 1958 à St Helens.

## Biographie
Originaire du Merseyside, Gary Owen fait ses débuts de footballeur professionnel avec le club de Manchester City. Il dispute son premier match avec l'équipe première en mars 1976, alors qu'il n'est âgé que de dix-sept ans, pour une victoire à domicile 3-2 contre Wolverhampton Wanderers. Il inscrit son premier but avec City au mois d'octobre lors d'une victoire 4-2 contre West Ham.
À la fin de la saison 1978-1979, l'entraîneur de City Malcolm Allison vend de nombreux joueurs, dont Owen, qui est transféré à West Bromwich Albion. Il devient un joueur-clef de l'effectif des Baggies, mais des blessures pendant la saison 1984-1985 lui coûtent du temps de jeu. Le club est relégué à la suite de la saison 1985-1986 et Owen rejoint le club grec du Paniónios GSS. Il rentre en Angleterre pour une saison avec Sheffield Wednesday avant de terminer sa carrière professionnelle en 1989 avec le club chypriote de l'APOEL Nicosie.